# Селифонтов, Николай Николаевич
Николай Николаевич Селифонтов (4 [16] ноября 1835, Семёновское, Костромская губерния — 29 декабря 1900 [11 января 1901], Санкт-Петербург) — российский государственный деятель, статс-секретарь (1878), товарищ министра путей сообщения, сенатор, член Государственного Совета; действительный тайный советник (1888).

## Биография
Происходил из дворянской фамилии, восходящей к концу XV века. Родился в селе Семёновское Нерехтского уезда Костромской губернии 4 (16) ноября 1835 года в семье Николая Ивановича Селифонтова (1785—1855) и Глафиры Ивановны, урождённой Бахтиной (1804—1860); внук Ивана Осиповича Селифонтова (1743—1822).
В 1856 году окончил курс Императорского училища правоведения и вступил в службу по министерству юстиции 16 мая 1856 года. В 1859 году — редактор трудов 4-го отделения департамента министерства юстиции, с 1860 года — начальник этого отделения. В 1862 году был назначен чиновником особых поручении при министерстве юстиции.
С 1863 года — начальник отделения канцелярии комитета министров и дело производитель в комиссии для рассмотрения отчета по министерству внутренних дел за 1861, 1862 и 1863 годы. С 1869 года — помощник управляющего делами комитета министров: в том же году был избран почётным мировым судьёй Нерехтского судебного округа. В 1872 году назначен товарищем министра путей сообщения и с 28 марта был сенатором, присутствующим в общем собрании 4, 5 и 6 межевого Сената и в общем собрании трёх департаментов и департамента герольдии Сената.
В том же году назначен председателем совещательного комитета министра путей сообщения и председателем комиссии при министерстве юстиции для рассмотрения вопросов, возникающих по предложению об учреждении кампании для застрахования проезжающих по железной дороге от несчастных случаев. В 1873 году состоял председателем комиссии а) об изъятии из ведения министерства путей сообщения шоссейных дорог, не имеющих государственного значения; б) о пересмотре законов о бичевниках и о порядке объявления рек судоходными и сплавными; в) об улучшении волжских гирл около Астрахани. В 1874 г. назначен председателем комитета по устройству Мариинского водного пути.
В 1875 году председательствовал в комиссии для разбора претензии к казне в сумме более 2 800 000 руб, предъявленных строителями Киево-Балтской железной дороги, и в комиссии для рассмотрения проекта сети подъездных путей к станциям железных дорог в Российской империи и способов к его осуществлению. В 1878 году назначен статс-секретарём Е. И. В., членом комитета по устройству Добровольного флота и председателем учредительного отделения этого комитета.
В 1880 году из-за ухудшения здоровья уволен от должности товарища министра путей сообщения и назначен присутствующим в Правительствующем Сенате, с оставлением в звании статс-секретаря и определением в межевой департамент Правительствующего Сената. В 1881 г. назначен председателем комиссии при министерстве путей сообщения для пересмотра и проектирования нового устава путей сообщения, а в 1882 г. назначен председателем комиссии при министерстве юстиции для рассмотрения проекта устава эмерительной кассы судебного ведомства. В 1889 г. назначен присутствующим в 4-м департаменте Сената.
С 1891 г. являлся председателем Костромской губернской учёной архивной комиссии. Издал несколько томов «Костромской Старины». Учредил музей археологической комиссии Костромского края, с особым Романовским отделом.
С 14 мая 1896 года — член Государственного Совета; 2 июля 1900 года был назначен председателем департамента гражданских и духовных дел Государственного Совета.
Участвовал в составлении судебных уставов и законодательных работ по урегулированию земельных отношений дворянского и крестьянского сословий, в связи с выкупными операциями, и по разным другим вопросам.
Умер 29 декабря 1900 (11 января 1901) года в Санкт-Петербурге. 

### Семья
Жена (с 1869 г.) — Зоя Дмитриевна, урождённая Варенцова (1849-?). Детей не было.

## Избранная библиография
- Главные начала преобразования межевой части. — СПб., 1867. — 14 с.
- Описи документам архива бывших Большесольских посадской избы и ратуши, найденного в посаде Большие Соли Костромского узеда. XVI-XVIII столетия. — Изд. посмертное. — СПб.: Костромская губ. учён. архивная комис., 1902. — 198 с.
- Опись внесённым в Полное собрание законов узаконениям, а равно и не внесённым в оное приказам и распоряжениям по Главному управлению и Министерству путей сообщения, имеющим историческое значение при пересмотре устава путей сообщения. 1649-1886 г. — СПб.: Комис. для сост. проекта нового устава пут. сообщ., 1887. — 258 с.
- Опись внесённым в Полное собрание законов узаконениям, а равно и не внесённым в оное приказам и распоряжениям по Главному управлению и Министерству путей сообщения, имеющим историческое значение при пересмотре устава путей сообщения. 1843-1880 г. — СПб.: тип. В. С. Балашева, 1882. — 177 с.
- Особое мнение … по вопросу о преобразовании межевой части. — СПб., 1868. — 17 с.
- Очерк служебной деятельности и домашней жизни стольника и воеводы XVII столетия Василия Александрович Даудова. — СПб., 1871. — 240 с. — (Отт. из Летописи загятий Археогр. комис. — 1871 — Вып. 5).
- По вопросу о преобразовании межевой части в России. — СПб., 1867. — 35 с.
- Подробная опись 272 рукописям конца XVI до начала XIX столетий второго (Шевлягинского) собрания «Линевского архива» с приложениями. — СПб.: тип. А. Мучника, 1892. — 188 с.
- Подробная опись 142 рукописям XVII до начала XIX столетий третьего (Лосевского) собрания «Линевского архива» с 8-ю приложениями. — СПб.: тип. А. Мучника, 1893. — 83 с.
- Подробная опись 440 рукописям XVII, XVIII и начала XIX стол. первого собрания «Линевского архива» с двумя приложениями. — СПб.: тип. А. Мучника, 1891. — 136 с.
- Родословная Селифонтовых и Румянцевых : «Для друзей». — СПб.: тип. М-ва пут. сообщ. (А. Бенке), 1890. — 67 с.
- Сборник материалов по истории предков царя Михаила Феодоровича Романова: Генеал. и ист. материал по печ. источникам: Ч. 1-2. — СПб.: тип. А. Бенке, 1898—1901.